# Njegoš Petrović
Njegoš Petrović (serbisch-kyrillisch Његош Петровић; * 18. Juli 1999 in Krupanj, BR Jugoslawien) ist ein serbischer Fußballspieler, der seit Januar 2022 beim FC Granada unter Vertrag steht und aktuell an FK Vojvodina ausgeliehen ist.

## Karriere

### Verein
Der in Krupanj geborene Njegoš Petrović begann seine fußballerische Ausbildung beim lokalen Verein FK Rađevac. Im Jahr 2011 zog es ihn in die Jugend des FK Rad Belgrad weiter, wo er durch die diversen Juniorenmannschaften aufstieg. Im Sommer 2016 unterzeichnete er seinen ersten professionellen Vertrag beim Hauptstadtverein und verschrieb sich damit Rad für vier Jahre. Sein Debüt für den Erstligisten bestritt er am 30. Juli 2016 (2. Spieltag) bei der 0:2-Heimniederlage gegen den FK Voždovac, als er in der 65. Spielminute für Bogdan Mladenović eingewechselt wurde. In dieser Saison 2016/17 kam der Mittelfeldspieler in neun Ligaspielen zum Einsatz.
In der nächsten Spielzeit 2017/18 gelang ihm der Durchbruch in die Startaufstellung von Cheftrainer Gordan Petrić. Diesen Status behielt er auch unter dessen Nachfolger Slađan Nikolić bei. Am 13. Mai 2018 erzielte Petrović beim 3:2-Heimsieg gegen den FK Zemun seine ersten beiden Ligatore und bereitete den dritten Treffer der Mannschaft vor. Die Saison beendete er mit 25 Ligaeinsätzen, in denen er zwei Tore erzielte und drei weitere Treffer vorbereitete. Seinen Stammplatz hielt der junge Serbe auch in der Spielzeit 2018/19, in der er in 28 Ligaspielen ein Tor verbuchen konnte.
Am 5. August 2019 wechselte Njegoš Petrović für eine Ablösesumme in Höhe von 400.000 Euro zum Ligakonkurrenten FK Roter Stern Belgrad, wo er einen Vierjahresvertrag unterzeichnete. Beim Traditionsklub etablierte er sich in der Saison 2019/20 rasch als Stammspieler und spielte mit dem Verein in der Gruppenphase der UEFA Champions League. Sein Debüt bestritt er am 9. August 2019 (4. Spieltag) beim 2:0-Heimsieg gegen den FK Mladost Lučani. Am 15. Februar 2020 (21. Spieltag) erzielte er im Derby gegen den FK Čukarički sein erstes Saisontor für die Crveno-beli.
Im Januar 2022 verließ er Serbien und wechselte zum spanischen FC Granada. Nach zwei Jahren in Spanien kehrte er für die Rückrunde der Saison 2023/24 per Leihe mit Kaufoption zurück nach Serbien zu FK Vojvodina.

### Nationalmannschaft
Zwischen 2014 und 2016 war Njegoš Petrović ein regelmäßiger Bestandteil der U16 und U17 Serbiens. Im Mai 2016 nahm er mit der U17 an der U17-Europameisterschaft 2016 in Aserbaidschan teil, wo er alle drei Gruppenspiele der Auswahl bestritt. Im Anschluss an das Turnier erhielt er seine erste Nominierung in die U19, für die er bis März 2018 sieben Mal auflief.
Seit November 2018 ist Petrović serbischer U21-Nationalspieler.